# سالواتوره گوتا

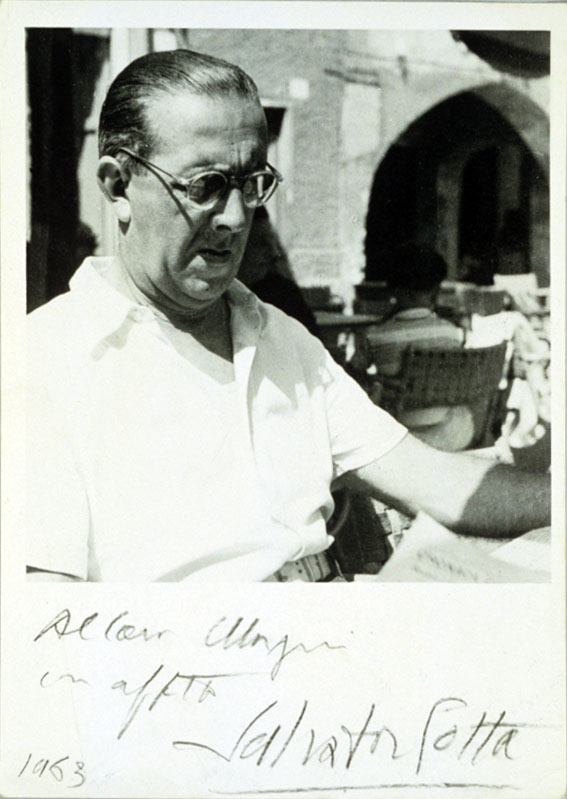

سالواتوره گوتا (ایتالیایی: Salvator Gotta؛ ‏ ۱۸ مهٔ ۱۸۸۷ – ۷ ژوئن ۱۹۸۰) رمان‌نویس، نمایشنامه‌نویس، فیلم‌نامه‌نویس و نویسندهٔ کتاب کودکان اهل ایتالیا بود.
از فیلم‌هایی که وی در آن‌ها نقش داشته‌است، می‌توان به خداحافظ جوانی اشاره نمود.